# Салиев, Эргаш Алибекович
Эргаш Алибекович Салиев (узб. Ergash Alibekovich Saliev; род. 17 июля 1956 года, Форишский район, Джизакская область, Узбекская ССР) — узбекский преподаватель и государственный деятель, с 2017 по 2024 год хоким Джизакской области.

## Биография
Эргаш Алибекович окончил в 1978 году Самаркандский государственный университет и до 1981 года был аспирантом Белорусского государственного университета. В 1982—1991 годах работал ассистентом Ташкентского политехнического института, также был доцентом и заведующим кафедрой, до 1992 года был доцентом Ташкентского государственного технического университета. С 1992 по 1995 года работал заместителем проректора по научной работе Ташкентского государственного технического университета и до 1997 года занимал должности генерального директора Ташкентского бизнес-инкубатора Technology. 
В 1997—2000 годах был начальником управления государственным имуществом и поддержки предпринимательства Джизакской области, а с 2000 по 2012 год — хокимом Пахтакорского района Джизакской области. В 2012 году стал ректором Джизакского государственного политехнического института.
С 2016 по 2017 год занимал должность хокима Арнасайского района Джизакской области и в 2017 году назначен исполняющим обязанности хокима Джизакской области, сменив на этом посту Улугбека Узакова.
18 декабря 2024 года снят с должности хокима во время собрания с президентом. 

## Награды
- В 2005 году был награждён орденом «Дустлик».